# Quetzalia reynae
Quetzalia reynae är en benvedsväxtart som beskrevs av C.L. Lundell. Quetzalia reynae ingår i släktet Quetzalia och familjen Celastraceae. Inga underarter finns listade.